# Bont boertje
Het bonte boertje (Poicephalus senegalus), ook wel senegalpapegaai genoemd, is een papegaai die verspreid over een groot deel van West-Afrika voorkomt.

## Kenmerken
De vogel is maximaal 25 centimeter groot. De kop is grijs en loopt over naar groen. Het bonte boertje heeft een korte staart. Als de vogel jong is zijn de ogen zwart. Maar als het ouder wordt krijgt het eerst een zwarte pupil met een lichtgrijze ring eromheen. Als het bonte boertje rond de vijf maanden tot één jaar oud is krijgt het een oranje/geelachtige ring in plaats van de grijze ring om zijn ogen.

## Ondersoorten en hun verspreiding
Er zijn twee ondersoorten die alleen verschillen in de kleur van de buik en onderstaartdekveren.
- Poicephalus senegalus senegalus (geelbuiksenegalpapegaai) is de nominaat, deze heeft een gele tot oranje buik. Deze ondersoort wordt ook het meest als kooivogel gehouden. Het natuurlijke verspreidingsgebied is Gambia, Guinee-Bissau tot het zuiden van Niger en het noordwesten van Nigeria.
- Poicephalus senegalus versteri (roodbuiksenegalpapegaai) heeft een diep oranje tot rood gekleurde buik en het verspreidingsgebied reikt van Ivoorkust en Ghana tot in het westen van Nigeria.

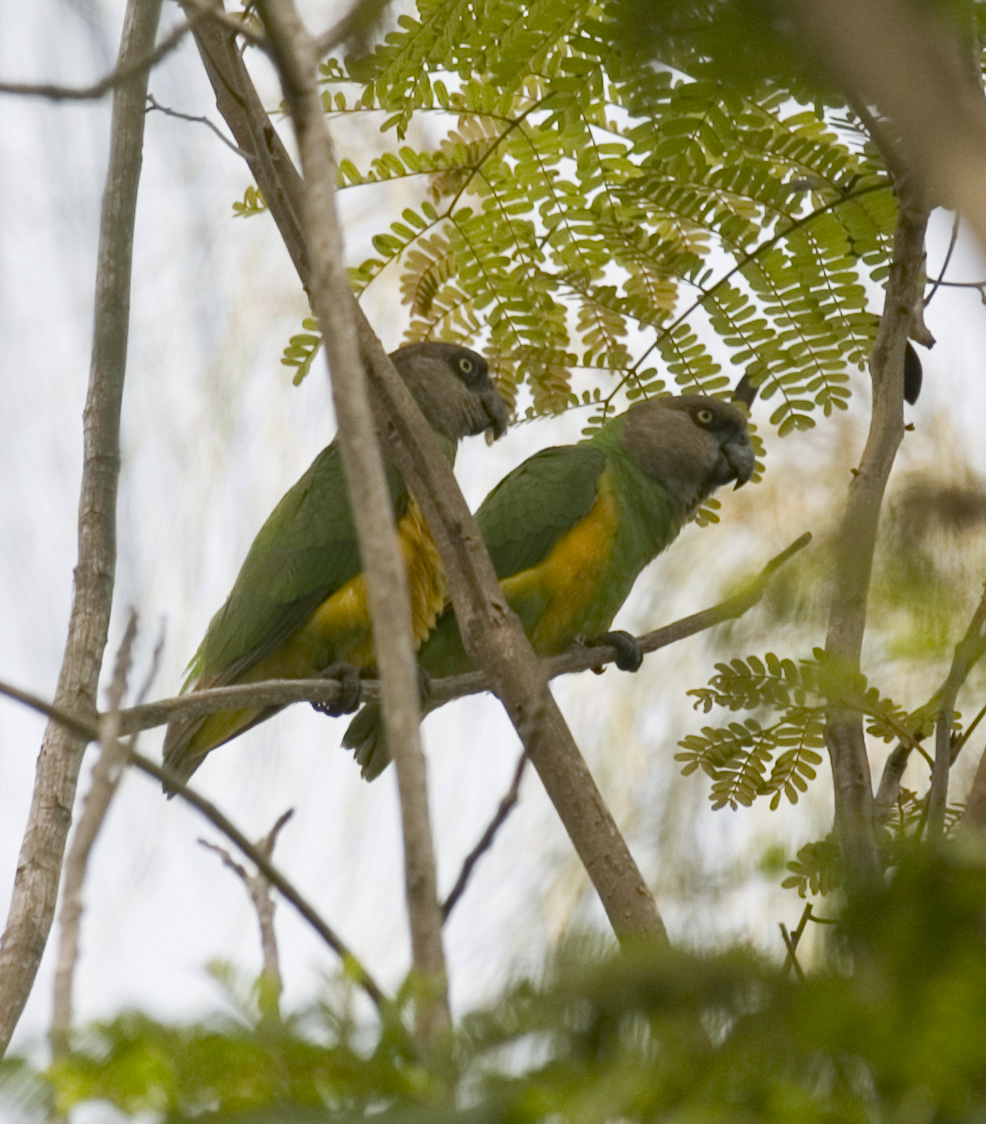
Paartje in vogelpark in Senegal

Voorheen werd Poicephalus senegalus mesotypes' ook als ondersoort beschouwd maar wordt nu (2014) als synoniem van de nominaatvorm gezien.

## Status
Het bonte boertje  heeft een groot verspreidingsgebied en daardoor alleen al is de kans op de status  kwetsbaar (voor uitsterven) uiterst gering. De grootte van de populatie is niet gekwantificeerd, maar de soort komt in groot aantal voor. Om deze redenen staat deze papegaai als niet bedreigd op de Rode Lijst van de IUCN.

## Als kooivogel
Ze kunnen 35 tot 45 jaar oud worden. Het ligt aan de intelligentie van het vogeltje of hij/zij kan leren praten.
Ze hebben een aanhankelijk maar pittig karakter. Daarnaast hebben ze veel aandacht nodig om ze tam te houden.